# Lactarius salmonicolor
Lactarius salmonicolor é um fungo que pertence ao gênero de cogumelos Lactarius na ordem Russulales. Encontrado na Europa e América do Norte, foi descrito cientificamente pelos micologistas franceses Roger Heim e Leclair  em 1953.